# Pietro Leone
Pietro Leone (13. leden 1888, Turín, Italské království – 3. únor 1958, Turín, Itálie) byl italský fotbalový záložník i trenér.
Celou svou kariéru strávil v klubu Pro Vercelli. Klub byl velice úspěšný v letech 1908 až 1913. Celkem získal pět titulů (1908, 1909, 1910/11, 1911/12, 1912/13).
Za reprezentaci odehrál 9 utkání. Reprezentoval svou zemi na OH (1912).
Po fotbalové kariéře se stal nakrátko trenérem Salernitany a později vedl i Pro Vercelli.

## Hráčské úspěchy

### Klubové
- 5× vítěz italské ligy (1908, 1909, 1910/11, 1911/12, 1912/13)

### Reprezentační
- 1x na OH (1912)